# Idea koshunus
Idea koshunus är en fjärilsart som beskrevs av Shuhei Nomura 1932. Idea koshunus ingår i släktet Idea och familjen praktfjärilar. Inga underarter finns listade i Catalogue of Life.